# VFTS 352
VFTS 352 — тесная двойная система в туманности Тарантул созвездия Золотая Рыба. Двойная звезда находится на расстоянии 160 тысяч световых лет от Земли, в Большом Магеллановом Облаке, соседней карликовой галактике.

## Описание

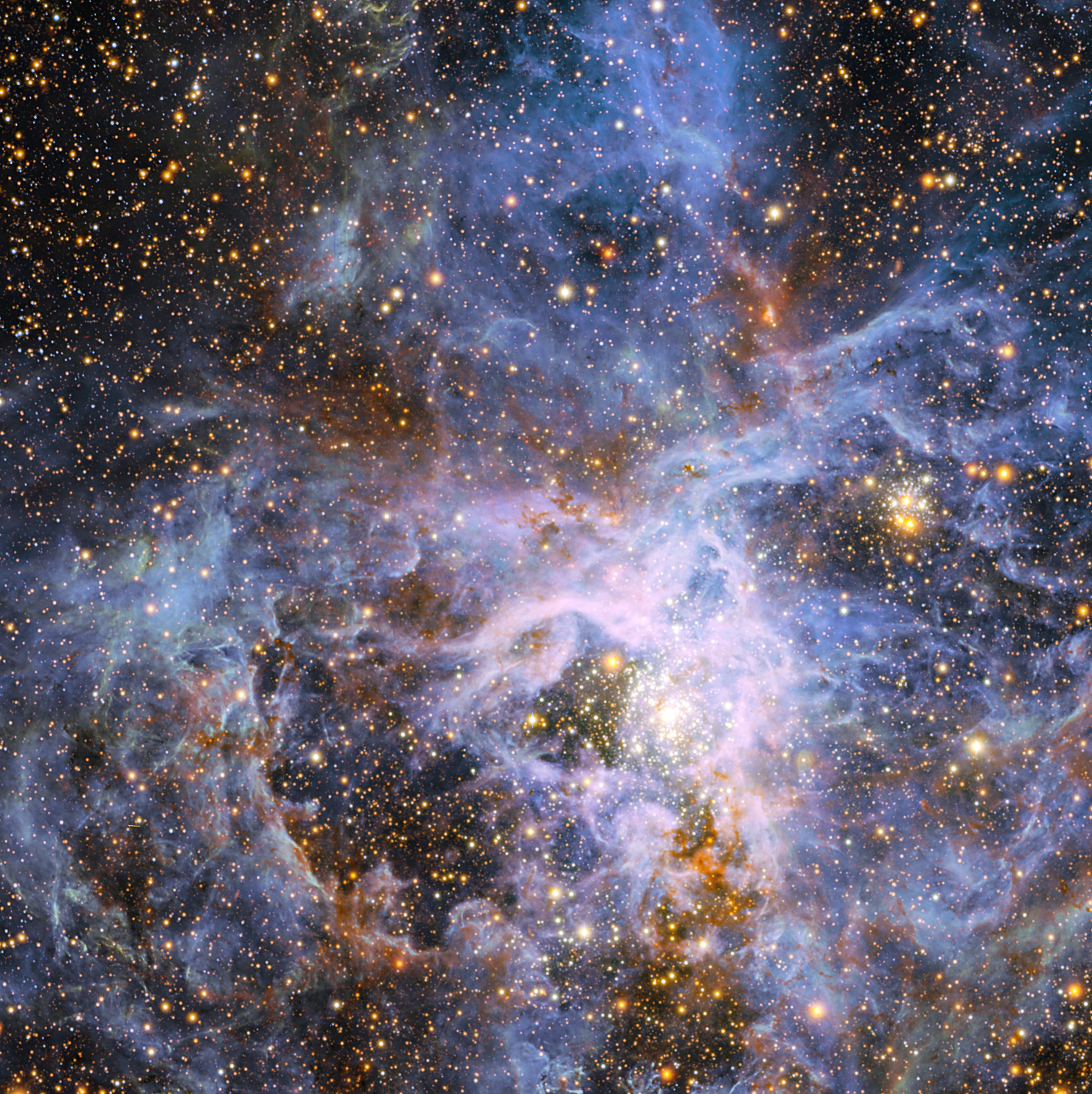
VFTS 352 находится в области активного звездообразования вокруг туманности Тарантул в Большом Магеллановом Облаке.

Открыта в октябре 2015 года астрономами Паранальской обсерватории с помощью Очень большого телескопа.
Расстояние между центрами звёзд составляет 12 миллионов километров, из-за чего их поверхности соприкасаются, образуя «мостик», но несмотря на это звёзды не обмениваются веществом друг с другом. Оба небесных тела примерно равны по массе и совершают оборот вокруг общего центра масс приблизительно за одни земные сутки. Система VFTS 352 является самой горячей и тяжёлой из тесных двойных систем в настоящее время. По мнению астрономов, возможно, в скором времени звёзды сольются в одну гигантскую звезду или образуют двойную чёрную дыру.
Общая масса VFTS 352 составляет около 57 масс Солнца, а температура поверхности звёзд — 40 000 градусов Цельсия.
Многие СМИ назвали необычную форму звёзд «поцелуем».